# Kirk Gibson
Kirk Harold Gibson (ur. 28 maja 1957) – amerykański baseballista, który występował na pozycji zapolowego przez 17 sezonów w Major League Baseball.
Gibson po ukończeniu szkoły średniej został wybrany w 1978 roku w pierwszej rundzie draftu przez Detroit Tigers i początkowo grał w klubach farmerskich tego zespołu, między innymi w Evansville Triplets, reprezentującym poziom Triple-A. W MLB zadebiutował 8 września 1979 w meczu przeciwko New York Yankees jako pinch hitter. W 1984 zagrał we wszystkich meczach World Series, w których Tigers pokonali San Diego Padres 4–1.
W styczniu 1988 jako wolny agent przeszedł do Los Angeles Dodgers. W World Series 1988 w meczu numer 1, w drugiej połowie dziewiątej zmiany przy stanie 3–4 dla Oakland Athletics wystąpił z konieczności jako pinch hitter i zdobył dwupunktowego home runa, dającego zwycięstwo drużynie Dodgers 5–4, będąc o jeden strike od przegranej. Był to jego jedyny występ w finałach z powodu kontuzji kolana i kostki, której doznał w jednym ze spotkań w ramach National League Championship Series przeciwko New York Mets. W tym samym sezonie został wybrany najbardziej wartościowym zawodnikiem i otrzymał nagrodę Silver Slugger Award.
Grał jeszcze w Kansas City Royals, Pittsburgh Pirates i ponownie w Detroit Tigers, w którym zakończył zawodniczą karierę w 1995 roku. W latach 1998–2002 był sprawozdawcą z meczów Tigers, zaś od 2003 do 2005 był asystentem menadżera Tigers. W 2007 dołączył do sztabu szkoleniowego Arizona Diamondbacks jako asystent menadżera. 1 lipca 2010 po zwolnieniu ze stanowiska menadżera A. J. Hincha, pełnił tymczasowo tę funkcję do końca sezonu.
4 października 2010 podpisał stały, dwuletni kontrakt. W sezonie 2011 po uzyskaniu przez Diamonbacks bilansu w sezonie zasadniczym 94–68 i zajęciu 1. miejsca w National League West, otrzymał nagrodę Manager of the Year Award. 26 września 2014 został zwolniony z funkcji menadżera zespołu.
| Sezon              | Klub                 | Liga               | Mecze | Zwycięstwa | Porażki | Proc. zw. i por. |
| ------------------ | -------------------- | ------------------ | ----- | ---------- | ------- | ---------------- |
| 2010               | Arizona Diamondbacks | NL                 | 83    | 34         | 49      | 0,410            |
| 2011               | Arizona Diamondbacks | NL                 | 162   | 94         | 68      | 0,580            |
| 2012               | Arizona Diamondbacks | NL                 | 162   | 81         | 81      | 0,500            |
| 2013               | Arizona Diamondbacks | NL                 | 162   | 81         | 81      | 0,500            |
| 2014               | Arizona Diamondbacks | NL                 | 159   | 63         | 96      | 0,396            |
| Łącznie w karierze | Łącznie w karierze   | Łącznie w karierze | 728   | 353        | 375     | 0,485            |

| Nagroda/wyróżnienie          | Lata       | Źródło      |
| MVP National League          | 1988       | [ 9 ]       |
| ALCS MVP                     | 1984       | [ 15 ]      |
| Silver Slugger Award         | 1988       | [ 10 ]      |
| 2× zwycięzca w World Series  | 1984, 1988 | [ 5 ] [ 6 ] |
| NL Manager of the Year Award | 2011       | [ 13 ]      |